# Alain Chabat
Alain Chabat (* 24. listopadu 1958 Oran, Alžírsko) je francouzský komik, režisér, scenárista a producent. Jeho rodina se do Francie přistěhovala roku 1963 a usadila se v Massy.

## Filmografie

### Role
- 1990 – Krváček, režie Alain Robak
- 1991 – Les Secrets professionnels du Dr Apfelglück, režie Alessandro Capone, Stéphane Clavier, Mathias Ledoux, Thierry Lhermitte & Hervé Palud – Gérard Martinez
- 1992 – Pizza blob, režie Nicolas Hourès – profesor Liégeois
- 1994 – One night of hypocrisy, režie Nicolas Hourès – Thomas
- 1994 – À la folie, režie Diane Kurys – Thomas
- 1994 – Parano, režie Anita Assal, Alain Robak, Manuel Flèche, John Hudson & Yann Piquer – pilot
- 1994 – La Cité de la peur, režie Alain Berbérian – Serge Karamazov/Youri )/Jacques
- 1995 – Manželství po francouzsku, režie Josiane Balasko – Laurent Lafaye
- 1996 – Delphine 1, Yvan 0, režie Dominique Farrugia – Pierre Krief
- 1996 – Rošťák Beaumarchais, režie Edouard Molinaro – dvořan ve Versailles
- 1997 – Didier - Didier
- 1997 – Udavač, režie Alain Corneau – Gerard Delvaux
- 1998 – Mes amis, režie Michel Hazanavicius – Etienne
- 1999 – Trafic d'influence, režie Dominique Farrugia – farář
- 1999 – Rozvrat, režie Claude Berri – odborník
- 2000 – Někdo to rád jinak, režie Agnès Jaoui – Bruno Deschamps
- 2001 – L'Art (délicat) de la séduction, režie Richard Berry – zenový mistr
- 2001 – Asterix a Obelix: Mise Kleopatra - Julius César
- 2003 – Chouchou - miláček Paříže, režie Merzak Allouache – Stanislas de la Tour-Maubourg
- 2003 – Tvoje ruce na mé půlce, režie Chantal Lauby – Bernard
- 2003 – Absolutně Scary, režie Éric Lartigau – Peter Mc Gray
- 2003 – Les Clefs de bagnole, režie Laurent Baffie – prodejce psů
- 2004 – A žili spolu šťastně až na věky, režie Yvan Attal – Georges
- 2004 – RRRrrrr!!! - Pierre
- 2004 – Boxer století, režie Maurice Barthélémy – Dr. Brenson
- 2005 – Táta, režie Maurice Barthélémy – Papa
- 2006 – Nauka o snech, režie Michel Gondry – Guy
- 2006 – Půjč mi svou ruku, režie Eric Lartigau – Luis Costa
- 2007 – To jsem já, režie Bruno Lavaine, Nicolas Charlet – Gilles Gabriel
- 2008 – Patnáctka z Paříže, režie Thomas Sorriaux a François Desagnat – Norbert

### Dabing
- 1993 – La Classe américaine (hlas Gorge Profonda)
- 1998 – Excalibur, l'épée magique (hlas draka)
- 1999 – Bricol' Girls
- 2001 – Shrek (hlas Shreka)
- 2004 – Shrek 2 (hlas Shreka)
- 2006 – Avez-vous déjà vu ? (televizní seriál) (vypravěč)
- 2007 – Shrek Třetí (hlas Shreka)
- 2007 – Shrekoleda (hlas Shreka)
- 2007 – Garage Babes

### Režie
- 1997 – Didier
- 1999 – Bricol' Girls
- 2000 – Authentiques
- 2001 – Asterix a Obelix: Mise Kleopatra
- 2004 – RRRrrrr!!!

### Scénáře a dialogy
- 1992 – Wayne's World
- 1994 – La Cité de la peur
- 1997 – Didier
- 2001 – Asterix a Obelix: Mise Kleopatra
- 2004 – RRRrrrr!!!
- 2005 – Táta
- 2006 – Půjč mi svou ruku

### Produkce
- 1997 – Didier (koproducent)
- 1999 – Bricol' Girls
- 2000 – Authentiques
- 2000 – Kitchendales
- 2001 – Asterix a Obelix: Mise Kleopatra
- 2001 – Burger Quiz (televizní soutěž)
- 2006 – Avez-vous déjà vu ? (televizní seriál)
- 2007 – To jsem já

## Ocenění
- 1998 - César v kategorie Nejlepší režisérský debut za film Didier